# Anisodes obliquaria
Anisodes obliquaria är en fjärilsart som beskrevs av William Schaus 1901. Anisodes obliquaria ingår i släktet Anisodes och familjen mätare. Inga underarter finns listade i Catalogue of Life.